# Rooten
Als Rooten, englisch Rooting, wird das Verschaffen von erweiterten Rechten (Administrator- oder Superuser-Rechten) für und durch den Benutzer auf einem Gerät mit unix-artigem Betriebssystem bezeichnet. Das Wort leitet sich vom Administrator-Konto ab, das auf Unix und Unix-artigen Betriebssystemen Root-Konto heißt.
Auf den meisten Smartphones und Tabletcomputern mit Linux- oder BSD-basierten mobilen Betriebssystemen haben die Hersteller die Zugänge zum Root-Konto blockiert. Damit ist beispielsweise die Deinstallation vorinstallierter Software nicht möglich. Für einen vollständigen Gerätezugriff müssen diese Sperren umgangen werden. Für diesen Vorgang hat sich der Begriff „Rooten“ auf Android-Systemen etabliert. Bei Apples iOS ist dieser Vorgang als Jailbreak bekannt.

## Hintergrund
Geräte mit sogenannten mobilen Betriebssystemen wie Android oder iOS werden üblicherweise mit eingeschränkten Benutzerrechten ausgeliefert. Die Sicherheitsarchitektur des Systems verhindert auf diese Weise, dass der Benutzer oder durch den Benutzer installierte Apps unmittelbaren Zugriff auf Systemdaten und die Daten anderer Apps erhalten. So können zum Beispiel in den Systemeinstellungen gespeicherte WLAN-Zugangsdaten nicht von Benutzer-Apps ausgelesen, verändert oder gelöscht werden. Auch können der Benutzer oder durch ihn installierte Apps die vom Hersteller auf einer Systempartition gespeicherten Daten und Apps nicht verändern, und Daten lassen sich nur eingeschränkt sichern. Mit Root-Zugriff können solche Beschränkungen aufgehoben werden.
Wenige und zumeist kleinere Hersteller liefern ihre Geräte bereits gerootet (auch als pre-rooted bezeichnet) aus. Frühere sogenannte Custom-ROMs wie z. B. CyanogenMod bzw. LineageOS, die das vorinstallierte System komplett ersetzen, waren in der Regel schon pre-rooted oder der Rootzugriff ließ sich unkompliziert aktivieren. Dies ist nicht mehr der Fall und der Rootzugriff wird dann z. B. durch ein Drittanbieterpaket wie Magisk erlangt. Nur wenige Hersteller erlauben ein Rooten der Geräte bei gleichzeitigem Erhalt der Herstellergarantie. Ein Beispiel für ein ab Werk gerootetes Gerät war das Fairphone 1 mit Android 4.2 „Jelly Bean“ von 2013. Auch für das Fairphone 2 von 2016 gibt es die Möglichkeit zum Rooten durch ein offizielles Abbild von Android „Fairphone OS Open,“ das vom Benutzer ohne Verlust der Garantie selbst aufgespielt werden kann.

## Root Methoden
Root-Zugriff wird wie bei Linux-Distributionen für andere Unix-ähnliche Betriebssysteme über die Anwendung su bereitgestellt, die sich in der Regel auf der Systempartition befindet.
Allerdings sind Änderungen an der Systempartition für Anwendungen leicht erkennbar, daher wurden Methoden entwickelt, die ohne Änderungen an der Systempartition auskommen, diese werden auch systemless root genannt, Beispiele sind z. B. Magisk oder Kernel Assisted Superuser.